# Castel di Sangro
Castel di Sangro es un municipio situado en el territorio de la provincia de L'Aquila, en Abruzos (Italia).
En la antigüedad el pueblo estaba habitado por los samnitas y se llamaba Aufidena.
Es conocido por su equipo de fútbol, el A.S.D. Castel di Sangro Calcio, que ascendió a la Serie B en 1996, siendo el equipo que ha jugado en 2ª división de Italia con menos habitantes en su localidad.

## Geografía y clima

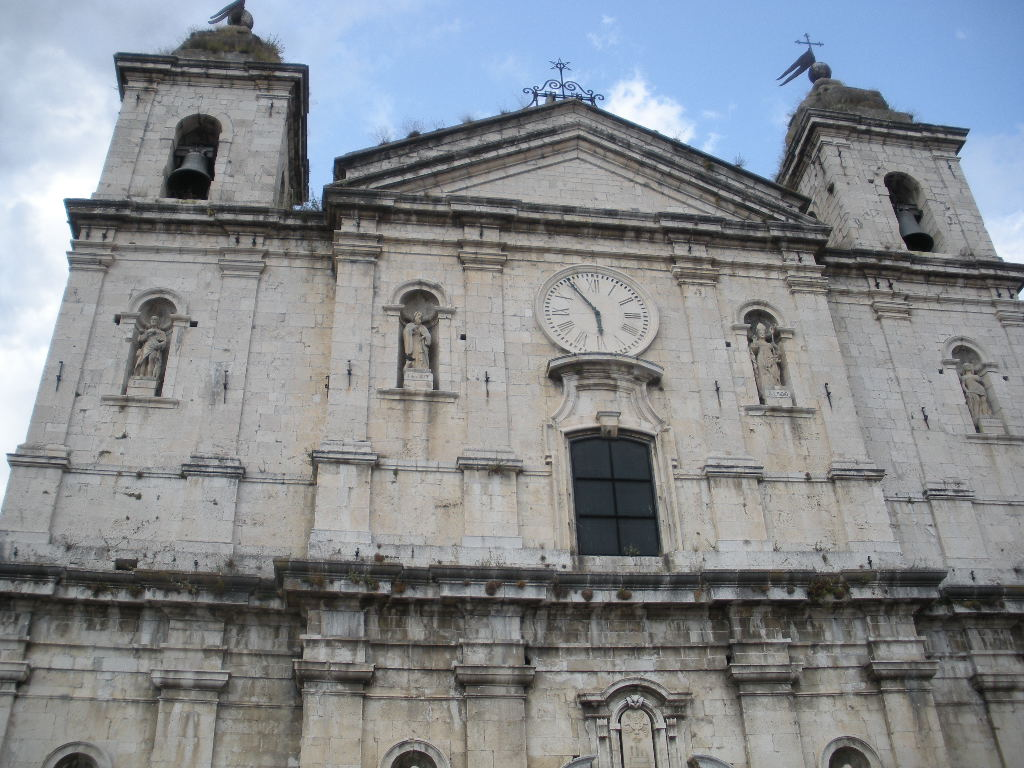
La basílica de Santa María Asunta de Castel di Sangro

La ciudad se ubica en un valle amplio, sobre la margen derecha del río Sangro. Esta región se caracteriza por tener un clima apenínico que está bajo los influjos del aire frío proveniente del Adriático y de la cercanía con los macizos montañosos. También está influenciado por la presencia de los ríos, el ya nombrado Sangro y el Zittola. Es raro que nieve, pero estando a sólo 800 metros se trata de nevadas poco consistentes. Los veranos son secos, con temperaturas que pueden superar los 30 grados. 

## Demografía
| Gráfica de evolución demográfica de Castel di Sangro entre 1861 y 2008 |
|                                                                        |
| fuente ISTAT - elaboración gráfica a cargo de Wikipedia                |